# Philine finmarchica
Philine finmarchica är en snäckart som beskrevs av Michael Sars 1858. Philine finmarchica ingår i släktet Philine och familjen havsmandelsnäckor. Inga underarter finns listade i Catalogue of Life.